# Шервуд Ольга Данилівна
О́льга Дани́лівна Шервуд (рос. Ольга Даниловна Шервуд; нар. 4 червня 1957, Ленінград, Російська РФСР) — російська журналістка, кінокритик. Почесний кінематографіст Росії. Член Спілки журналістів Росії.

## Життєпис
У 1981 закінчила факультет журналістики Ленінградського Державного Університету. Працювала кореспондентом газети «Кадр» кіностудії «Ленфильм» у 1975–1978 роках. У 1982–1984 рока в «Кінотиждень Ленінграда».
З 1985 працює кореспондентом та оглядачем у газеті «Вечерний Ленинград» (нині — «Вечерний Петербург»), з 1994 — завідувач відділу культури газети.
Публікувалася в журналах: «Искусство кино», «Сеанс», «Premiere», «Кино» (Рига), «Техника кино и телевидения» та інших; у газетах: «Вечерний Петербург», «Литературная газета», «Смена», «Невское время» тощо.

## Нагороди та призи
- 1998 — «За заслуги перед Вітчизною» II ступеня.
- 1999 —  Приз Гільдії кінознавців та кінокритиків Росії «Слон»[3].

## Громадянська позиція
У березні 2014 року підписала лист «Ми з Вами!» на підтримку України.
У 2018 підтримала звернення Європейської кіноакадемії на захист ув'язненого у Росії українського режисера Олега Сенцова.